# Eparchia di Soči

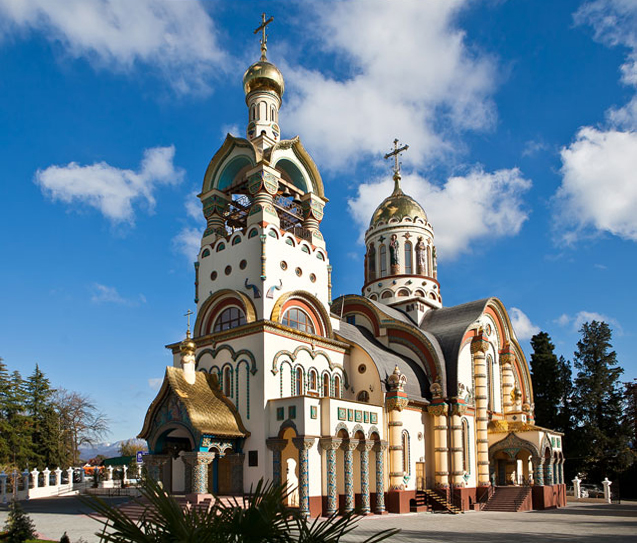
La cattedrale di San Vladimiro di Soči.

L'eparchia di Soči (in russo Сочинская епархия?) è una diocesi della Chiesa ortodossa russa, appartenente alla metropolia del Kuban'.

## Territorio
L'eparchia comprende la città di Soči e il Tuapsinskij rajon nel territorio di Krasnodar.
Sede eparchiale è la città di Soči, dove si trova la cattedrale di San Vladimiro.
L'eparca ha il titolo ufficiale di «eparca di Soči e Tuapse».

## Storia
L'eparchia è stata eretta dal Santo Sinodo della Chiesa ortodossa russa il 28 dicembre 2018, ricavandone il territorio dall'eparchia di Ekaterinodar.